# Верабово
Верабово (Верабовка, Красный Горняк) — исторический район, жилой массив в городе Кривой Рог.

## История
Заложен в конце XIX века на землях помещицы Елены Верабовой. Представлял собой хаотическую застройку из землянок и бараков.
В 1903 году открыта Вечернекутская Свято-Николаевская церковь, построенная на средства помещицы. В ночь на 1 октября 1917 года помещицу убили с целью завладеть имуществом.
В 1920—1930-х годах было горняцким посёлком. Развитие приобрело в 1950—1960-х годах.

## Характеристика
Жилой массив в северо-западной части Покровского района Кривого Рога на правом берегу реки Саксагань. Граничит с селом Весёлый Кут на севере и Глееватским карьером на востоке.
Состоит из 18 улиц, на которых проживает 800 человек.